# Hamburguesa

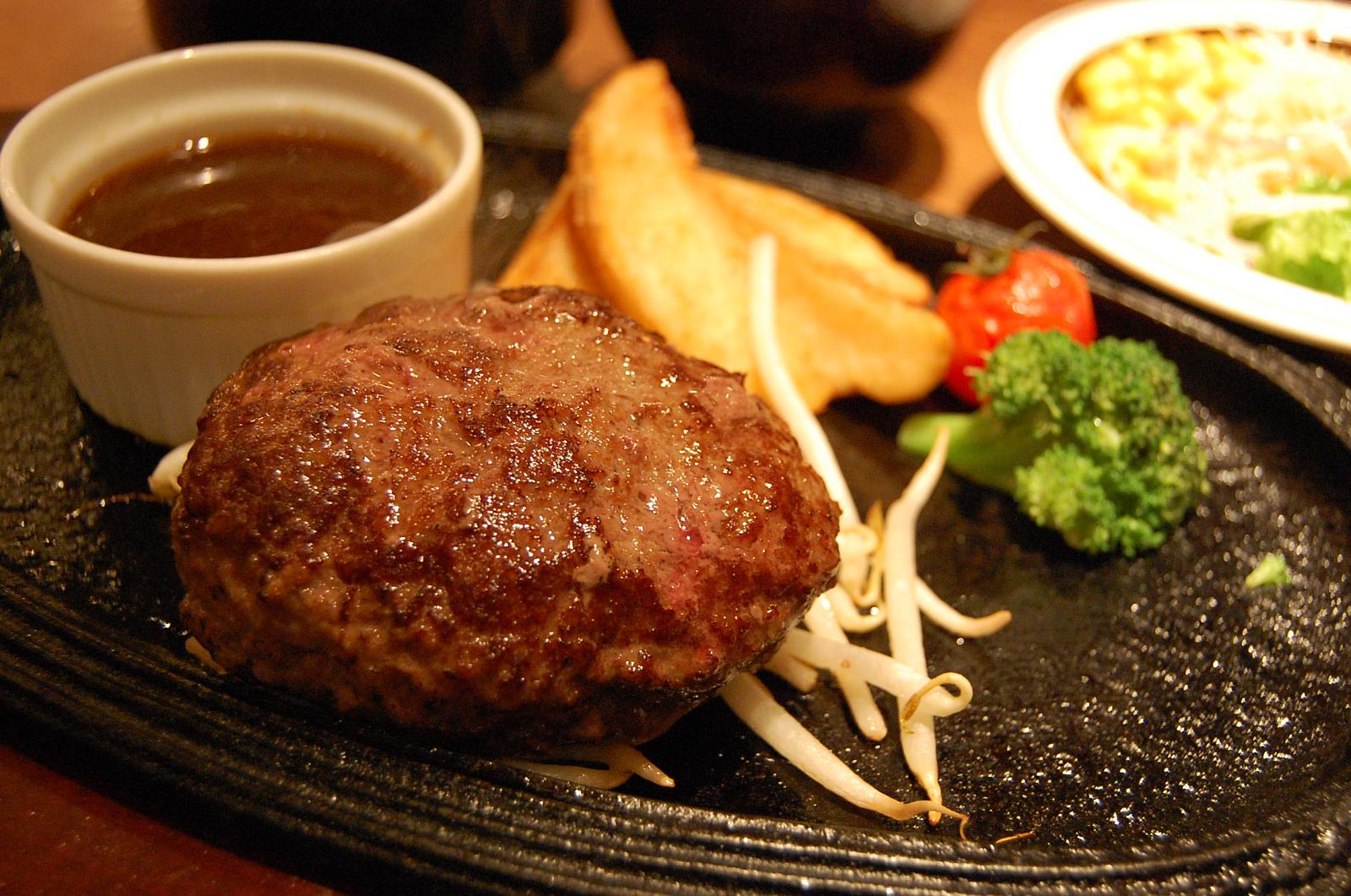
Una hamburguesa amb salsa marró i patates fregides, al Japó.

El bistec rus, raola o hamburguesa és un plat a base de carn picada de boví (algunes ocasions de carn de porc, o fins i tot barreja d'ambdues), la carn picada se sol fer en forma esfèrica i després s'aixafa perquè sembli un filet, se sol fregir o fer a la graella. Se serveix calent i es pot acompanyar o no d'alguna salsa.
És una preparació que de vegades s'elabora de forma industrial en forma de filet reestructurat.
En els darrers temps s'ha incrementat la producció i el consum de les hamburgueses vegetals, anomenades així fent referència a la seva forma i no al seu contingut, que pot variar depenent de la recepta. D'aquesta manera s'obre un nou mercat per als aliments successors de la carn que reclama cada cop més part de la població que opta per dur una dieta basada en plantes, que disminueixi el patiment animal i sigui més sostenible.

## Història
Aquesta manera de preparar la carn apareix descrit per primera vegada en el Larousse Gastronomique de 1936, tot i que les hamburgueses (forma més aviat plana) i les mandonguilles (forma més aviat esfèrica) de carn picada es preparen des de fa milers d'anys i apareixen ja als llibres de cuina de l'època clàssica a Europa.
El seu nom ha tingut diverses connotacions al llarg de la història, per exemple a la zona nord d'Alemanya es menja el labskaus que és d'alguna manera hereu del steak tartare. Els immigrants alemanys de començaments de segle XX que viatjaven a través de la HAPAG (H  Amburgo  A  merikanische  P  acketfahrt  A  ctien  G  esellschaft) transportaven amb ells els costums culinàris del continent, i és aquesta una de les raons per la qual en els ports de destinació es fes tan famós el filet d'Hamburg, que a poc a poc es va convertir en l'hamburguesa.

## Als Països Catalans
Les hamburgueses existeixen a la cuina clàssica catalana des de l'època romana. A partir del segle XX s'han començat a anomenar "hamburgueses" a la península, però a les Balears encara es fa servir el nom usat en català des de l'època medieval raoles, que fa referència a la seva forma. Les més tradicionals solen ser de carn i menys freqüentment de peix o pop, per exemple.

## A la resta del món
Aquest plat és molt comú a diverses cuines del món. Per exemple a la cuina asiàtica, en particular a la cuina japonesa rep la denominació de Hamburg  (ハンバーグ, hanbāgu) acompanyat d'anelles de ceba i verdura cuinada al vapor (es pot trobar en els bento).
A Hawaii és possible trobar el loco moco amb ou. En algunes zones d'Àsia hi ha restaurants que ofereixen variants de l'hamburguesa.
A Amèrica també es menja, per exemple als Estats Units l'anomenen "filet de Salisbury" en honor del físic J. H. Salisbury (1823-1905) des de 1897. S'hi menja sobretot dins d'entrepans venuts ja preparats a locals de menjar ràpid.